# دانشکده علوم پزشکی اسفراین
دانشکده علوم پزشکی و خدمات بهداشتی درمانی اسفراین یکی از دانشکده‌های دولتی ایران و تحت پوشش وزارت بهداشت، درمان و آموزش پزشکی در شهر اسفراین و استان خراسان شمالی است.
دانشکده علوم پزشکی اسفراین

## بیمارستان‌ها
در حال حاضر این دانشکده دارای یک مرکز آموزشی درمانی است:
- بیمارستان امام خمینی